# Zeven
Zeven é uma cidade da Alemanha localizada no distrito de Rotenburg, estado da Baixa Saxônia.
É membro e sede do Samtgemeinde de Zeven.